# El libro de los esnobs
El libro de los esnobs, por uno de ellos, en inglés The Book of Snobs, by One of Themselves, es un libro de William Makepeace Thackeray ['θækəri] (1811-1863), novelista inglés de la época victoriana, publicado en 1848. El libro contiene una serie de artículos semanales publicados en Punch bajo el título «Los esnobs de Inglaterra, por uno de ellos» («The Snobs of England, By One of Themselves»), obra escrita bajo pseudónimo cuyo protagonista se llama Snob. Se trata, pues, de las confesiones o las memorias de un esnob.
Thackeray, todavía reacio a reconocer su autoría, se esconde bajo seudónimos, lo que relaciona el Libro de los snobs con su producción anterior (lo firmaría con su nombre más tarde, tras la segunda edición de La suerte de Barry Lyndon, en 1856). Ya existían Yellowplush, Wagstaff, el mayor Fitz-Boodle, Titmarsh, Deuceace; pues he aquí el Sr. Snob que representa al tonto y a su opuesto, el anti-tonto, puesto que los denuncia al ser «uno de ellos».
En El libro de los esnobs Thackeray hace un inventario de los diferentes grupos sociales en Inglaterra y en el extranjero, principalmente en Francia, así como de diversos tipos de hombres de quienes muestra con humor y virtuosismo que son víctimas la misma enfermedad, el esnobismo. Este mal endémico adopta muchas formas, pero todas se basan en los mismos antivalores que Thackeray resume en dos frases: «give importance to unimportant things» («dar importancia a cosas sin importancia»), y también «meanly admire mean things» («admirar mezquinamente cosas mezquinas»).
En el momento de su publicación el libro fue acogido de diferentes formas. Aparte de Anthony Trollope que lo defendió ardientemente, pocos colegas escritores lo elogiaron. Fue considerado demasiado virulento e iconoclasta. Sin embargo, la moral defendida por Thackeray, convertido a veces en un auténtico predicador, está llena de sentido común; a pesar de la sátira, a menudo feroz, que ejerce en contra de las sociedades inglesa y francesa, y de la humanidad en general, los valores que sustentan la arquitectura de su pensamiento remiten a un humanismo más bien benevolente y profundamente enraizado en la fe cristiana.
El Libro de los esnobs contribuyó en gran medida a dotar a la palabra «snob» del significado que tiene hoy y a aclarar su noción, convirtiéndose la publicación de la obra, según el historiador de las ideas Frédéric Rouvillois, en «el acta de bautismo del esnobismo».

## Orígenes de la palabra «snob»
En el Dictionnaire du snobisme, Philippe Jullian escribe que «el sonido mismo de la palabra “snob”, que comienza con un silbido para terminar como una pompa de jabón, lo abocaba a una gran carrera en el terreno del desprecio y la frivolidad». Es casi en ese sentido como lo entiende Thackeray, pero él le añade una connotación moral.

### Cadysnob

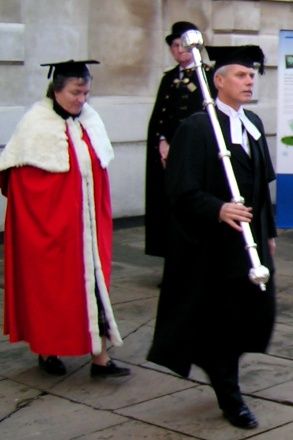
Universitaria con la capa roja y la mortar board o square. Sin duda, la invitada de honor, precedida del bedell, con toga negra y square, portando la mace, en Cambridge.

Tras su ingreso en el Trinity College de Cambridge, en febrero de 1829, Thackeray se convirtió en colaborador del Snob, «periódico literario y científico, no dirigido por miembros de la Universidad», que apareció desde el 9 de abril al 18 de junio de ese mismo año. Además, es probable que fuese él quien puso el título a la publicación.
Existe el verbo «to snub» («mirar de arriba abajo», «mirar con desprecio»), confundido durante mucho tiempo con «to snob», y que puede haber ayudado a la formación del término. Además, cuando se hizo sentir la necesidad de una gama de nuevas palabras, parece que «snob» y «cad» compitieron, al menos entre las universidades de Oxford y Cambridge. Según el New Oxford Dictionary, «cad» es la abreviatura de «cadet» para referirse, originalmente, al que lleva los palos en el golf; de ahí la definición «a confederate of lower grade» («un socio de grado inferior»). En Oxford, sin embargo, también significa «townsman», literalmente «hombre de la ciudad», como, por ejemplo, en 1844, en la frase «the townsmen of Oxford had been promoted […] to the title of cads» («los burgueses de Oxford habían sido promovidos al grado de cads»), pero con un tono de desprecio que refuerza el verbo «promote» («promover»), como si pasar de towsnman a cad supusiera en realidad una disminución de valor, corroborado por un pequeño manual de buena conducta titulado Hints of etiquette for the University of Oxford (Pequeños consejos de etiqueta para uso en la Universidad de Oxford), que define  «cad» como «a fellow of low vulgar manner» («individuo de maneras corrientes y vulgares»). Anthony West (1914-1987), en la biografía de su padre H. G. Wells (1866-1936), también toma esta acepción de la palabra, explicando que añade, además, una connotación sexual: «Un cad era un advenedizo procedente de las clases bajas, culpable de comportarse como si ignorase que su baja extracción lo hacía inadecuado para tener relaciones sexuales con mujeres de clase alta».
Sin embargo, en Cambridge fue la palabra «snob» la que vino a expresar el mismo concepto. Según Raymond Las Vergnas, es lícito pensar que existía entre las dos universidades una especie de torneo intelectual acerca de las palabras «snob» y «cad». «Cad», que denota exclusivamente un punto de vista social, ha llegado al final de su evolución sin alcanzar ni connotación moral ni resonancia universal (en inglés moderno «cad» significa «canalla», «sinvergüenza»). De hecho, fue Thackeray, veterano de Cambridge, quien, al escogerla para su libro, le otorgó a «snob» su fama así como su carta de nobleza.

### La aportación de Thackeray

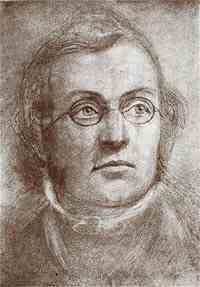
William Makepeace Thackeray en la época de El libro de los esnobs.

Thackeray es el primero en reconocer que la palabra «snob» «[...] no la podemos definir. No podemos decir lo que es [...] pero sabemos lo que es. [...] Una bonita palabra redondita, compuesta solamente por tres letras, con un sonido sibilante al principio, lo justo para darle chispa [...]». Y David Masson, en 1859, va más allá cuando escribe: «Para el señor Thackeray [...] está fuera de toda duda que el esnobismo es algo malo, pero es un poco difícil saber exactamente lo que es [...]». La explicación según la cual se derivaría de la abreviación de «sine obolo» («pobre», «sin un duro»), o «sine nobilitate» («sin nobleza») (en Cambridge, en efecto, los hijos de las familias aristocráticas se inscribían con la mención «fil/nob» [«filius nobilitatis»] mientras que los plebeyos figuraban como «s/nob» [«sine nobilitate»]) es hoy muy discutida.
Esta explicación es la misma de Ortega y Gasset. Según el filósofo español, el uso de la palabra «snob» procede de la contracción del término «sine nobilitate», explicando que «en Inglaterra las listas de vecinos indicaban junto a cada nombre el oficio y rango de la persona. Por eso, junto al nombre de los simples burgueses aparecía la abreviatura “s. nob.”, es decir, “sin nobleza”. Este es el origen de la palabra “snob”».
Según el Diccionario Larousse, la palabra «snob», o «snab», se refiere al cobbler («zapatero»), oficio considerado despreciable en la época. El Shorter Oxford English Dictionary afirma que la palabra tiene un origen oscuro de jerga, sin relación alguna con «nob». Agrega que se halla por primera vez en 1781 para evocar un shoemaker («zapatero»), antes de que aparezca en el argot de Cambridge para referirse a un townsman («habitante de la ciudad», «burgués» ), por oposición a «gownsman» («estudiante o universitario que llevaba la toga», «hombre de leyes»). En 1831 se utilizaba en el lenguaje de argot para designar a una «persona perteneciente a las clases más bajas de la sociedad y que no puede pertenecer a la clase alta ni a la nobleza». En 1838 señala a un individuo «de poca o ninguna educación ni de buen gusto, [una] persona vulgar y sin discreción». En 1848, según el New English Dictionary, El libro de los esnobs da a la palabra un sentido activo por primera vez: el snob es alguien que quiere hacer creer que pertenece a una clase superior, pero en 1859 el sentido vuelve a cambiar para tomar el de «amarillo» («blackleg»), definición retomada por el Shorter Oxford English Dictionary (p. 1931). Hoy en día, se ha vuelto a la acepción que le otorgó Thackeray.
Así pues, la palabra «snob», cuya acepción enriqueció considerablemente, no fue creada por él. Tampoco acuñó la palabra «snobbery» («esnobismo»), que encontramos ya con el sentido de «baratija», particularmente en la frase «the snobbery of Brumagen» («la baratija de Birmingham»). Ni mucho menos inventó la palabra «snobbish», que se encuentra en Dickens en 1840, retomada en La pequeña Dorrit en 1857, ni «snobby», empleado por la señora Gore (Catherine Grace Frances Gore [Moody] [1799-1861]) en sus Sketches of English Character (1846) en el sentido de «ostentatious» («ostentoso»), obra que Thackeray parodió en Punch bajo el título de Lords and Liveries by the author of Dukes and Dejeuners (Punch, 12 al 18 de junio de 1847). En cambio, fue él quien realmente creó las palabras o expresiones derivadas que se encuentran diseminadas a lo largo de El libro de los esnobs: «snob-ore» («veta de snob»), «snob-land» («tierra de snob»), «snobbishness» («esnobismo»), «snobishly» (con una sola «b»: «al modo snob»), «snobling» («descendiente de snob») «snobographer» («esnobógrafo»), «snobography» («esnobografía»), «snobology» («esnobología»).
La contribución de Thackeray fue, pues, llenar una palabra dialectal, estudiantil y mundana con una connotación moral. Con él, el snob se convirtió en una persona «moralmente despreciable». En ese sentido, permanece lo suficientemente cerca de la palabra «cad» tal como se utiliza hoy, como, por ejemplo, en la expresión «He is not a gentleman, he is a cad» («No es un caballero, es un patán»).
Para los franceses, sin embargo, la palabra «snob» designa más específicamente al esclavo de la moda y de las convenciones de una vida artificial. En ese sentido, el esnob aparece como un tonto, pero de una especie particular: el que se muestra a sí mismo para ser visto y para decir que ha estado «allí», que quiere dar la impresión de pertenecer a una clase superior a la suya; «quien no hace sino lo que cree chic; quien exhibe una opinión que no es la suya, solo porque está de moda; quien, con afectación, acomoda su juicio al de la mayoría; quien se viste de esta o aquella manera para imitar a algún gran personaje. ¿No es eso exactamente lo que entendemos por “snob”? Esta no es sino una variedad del snob de los ingleses». Émile Faguet, en un estudio de los Annales politiques et littéraires, destacó este cambio de sentido en Francia con respecto a la acepción inglesa, y un escritor como Camille Mauclair (1872-1945) considera al snob como un fatuo y un tonto, por ejemplo, cuando estigmatiza a los esnobs en cuestión de música, esos estetas que proclaman su desprecio por la emoción lírica so pretexto de la crítica científica: «Insensibles a la gran musa, escribe, solo prestaban atención a los procedimientos. Allí donde mi corazón se desgarraba, la voz susurrante de mis compañeros cuestionaba la idoneidad de un acorde de séptima».

## Préstamos del pasado

### Un tema de moda
Las Vergnas subraya que desde hace mucho tiempo los novelistas británicos exprimen la fuente de los ecos de sociedad de la nobleza. Ciertamente, matiza el ejemplo expuesto por Ernest A. Baker de las obras de Robert Bage (1730-1801) y Thomas Holcroft (1745-1809), pero el género, escribe, «está más de moda que nunca». En particular, la vena del «Silver Fork» («Tenedor de plata»), nombre dado a esta moda literaria, se muestra muy generosa y de ella bebe gustosamente la sacerdotisa del culto heráldico Mrs. Gore. Por otra parte, sus Sketches of English Character (1846) estudian, casi al mismo tiempo que Thackeray, a tipos sociales que ya anuncian los personajes de El libro de los esnobs (véase más arriba La aportación de Thackeray).

### Pseudónimos revisitados

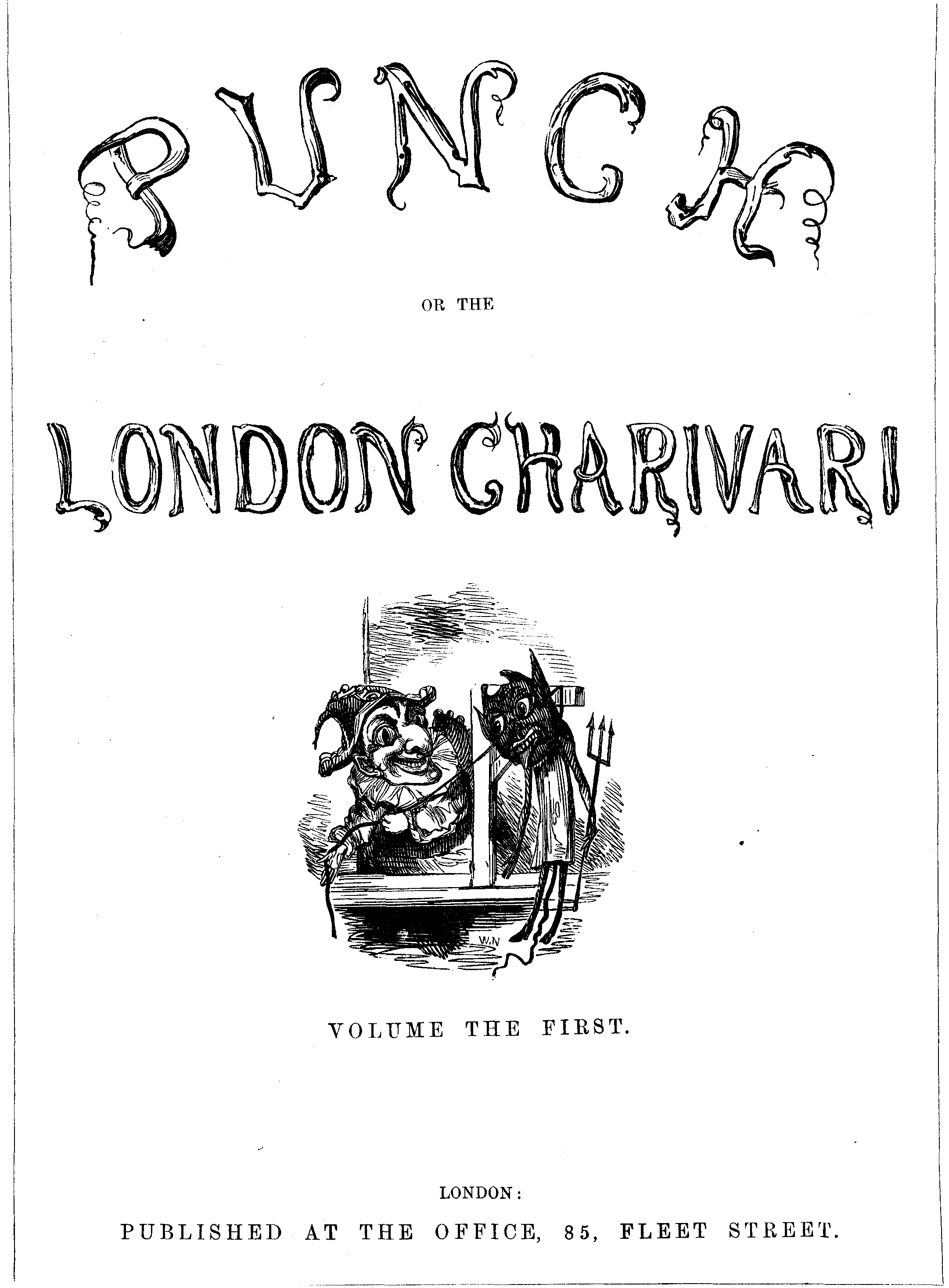
Portada del primer Charivari, antecedente de Punch, 17 de julio de 1841.

La serie de artículos aparecidos en Punch bajo el título de The Snob Papers by One of Themselves («Los papeles de Snob por uno de ellos»), comenzada el 28 de febrero de 1846, Tomo X, p. 101, va acompañada de caricaturas del autor, recordando a menudo el estilo de George Cruikshank, uno de los ilustradores de Dickens. La forman cincuenta y tres capítulos, siete de los cuales se suprimieron en la edición inglesa, y continúa hasta el 27 de febrero de 1847 (Volumen XII, p. 85). Thackeray utilizaba pseudónimos desde hacía mucho tiempo: Charles Jeames de la Pluche, Samuel (alias Michael Angelo) Titmarsh o también George Savage Fitz-Boodle, Theophile Whagstaff, Spec, Major Gallahan, Major Fitzboodle, Ikey Solomon, Yellowplush, etc. Y Mr. Snob es un nuevo pseudónimo. Además de la palabra «Snob», incluida en el título del libro, Thackeray exhuma e imita algunos nombres ya conocidos para otorgarles una segunda vida; así, A fat Contributor, Yellowplush y su descendiente Jeames (no confundir con James [mencionado en la p. 186], autor mundano de éxito con un estilo especialmente prolijo), el criado que se erige en juez de la sociedad, de origen humilde al principio pero promovido pronto a «Jeames de la Fluche». Este tipo de sirviente es el antepasado del Reginald Jeeves de Wodehouse (1881-1975), el gentleman's gentleman (caballero de caballeros), elemento peligroso en tanto que instruido y cultivado, bastante más que su señor Bertie, de un humor frío, secretamente en rebeldía contra la sociedad tras la máscara de la exquisita corrección. Esta característica también se encuentra en el Morgan del Major Pendennis de Thackeray, sirviente astuto que sabe aprovecharse de todo lo que ve y oye para explotar descaradamente a su señor. Cabe señalar que los Jeames Papers terminan en Punch el mismo día en que comienzan los Snob Papers.

### Recuperación de personajes

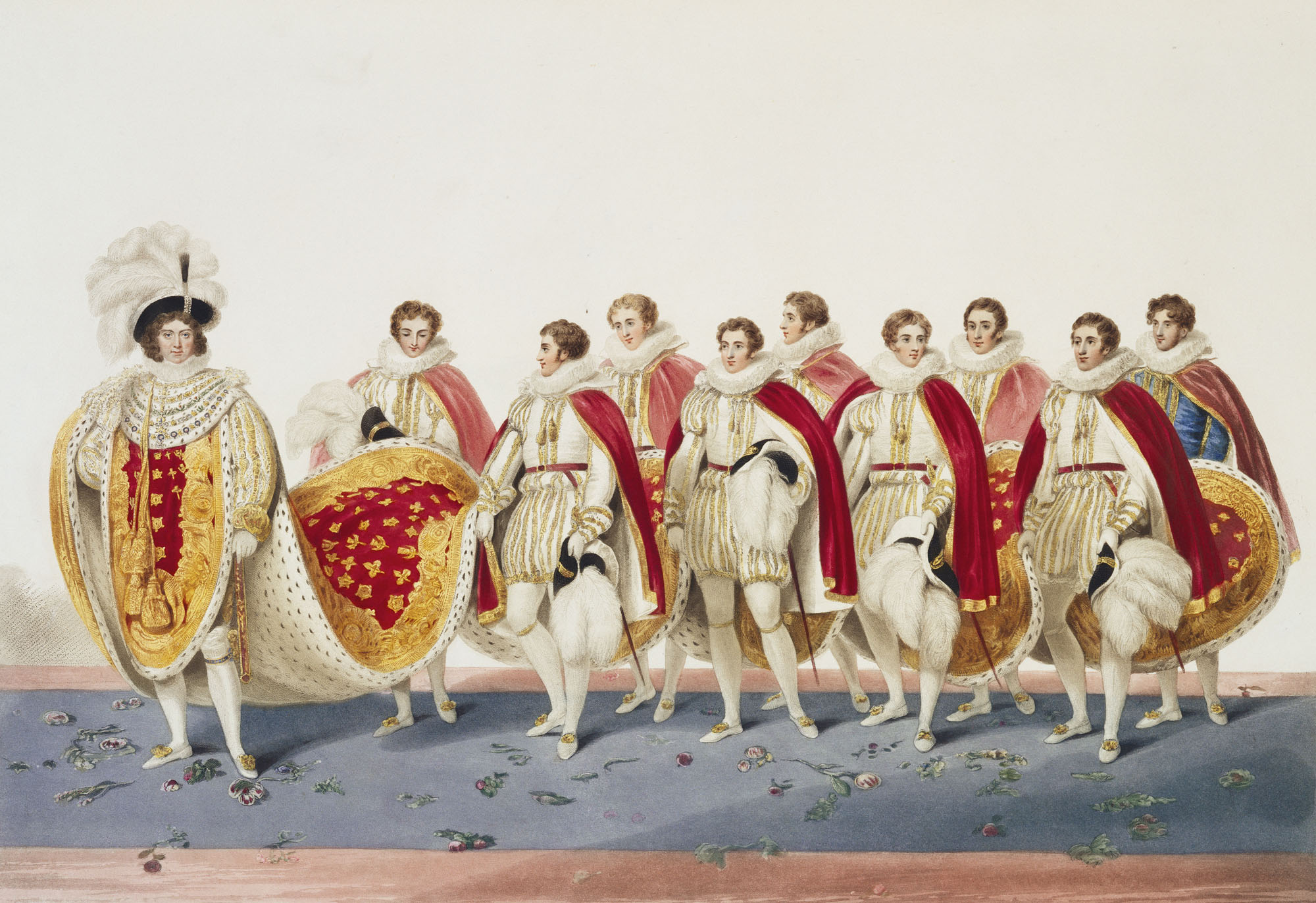
Coronación de Jorge IV, convertido en Georgius IV en El libro de los esnobs.

Otros personajes conocidos por los lectores de Thackeray están presentes en el libro, como el pícaro Diddleser o el ingenuo Muddlestone-Fuddlestone, o incluso el juerguista Hooker-Walker (Men's Wives). A veces Thackeray retoma un personaje pero cambia su profesión: el francés Cornichon (p. 234) es agregado de embajada en Florencia en El libro de los esnobs mientras que en Barry Lyndon era arquitecto; Anatole, bailarín en la Ópera en Coxe’s Diary, y después sirviente políglota en Major Pendennis, es un simple camarero de hotel en otra aparición. En cuanto a Ponto, será el perro en Major Pendennis. En París Sketch-Book (1840), Thackeray describe la partida de un barco hacia el continente, con el personaje de Higgs («Higgs, Higgs, for Heaven's sake, mind the babies» («Higgs, Higgs, por amor de Dios, cuide de los bebés»). Este personaje se convierte en el Libro de los esnobs (p. 230) en Pompey Higgs, un compendio en sí mismo de toda la grandilocuencia pomposa del mundo. Estas alusiones a personajes anteriores son bastante complejas. Jeames (p. 54), por ejemplo, es a la vez portavoz, personaje y un seudónimo del autor. Thackeray reivindica su bufonada (p. 188) y disfruta de su éxito, mientras que él mismo sigue siendo muy pobre desde su bancarrota y prácticamente desconocido.
Otras alusiones remiten a un poema de juventud de Thackeray, como la balada The King of Brentford’s Testament que cita Gray exclamando: «¡Este es mi poema favorito!» El soberano Georgius IV de este reino de Brentford es una parodia de Jorge IV, los ataques contra el progreso material (los ferrocarriles, llamados «iron abomination» [«esa horrible chatarra»] y Stephenson [1781-1848], que se convierte en «Napoleon Stephenson») (p. 162) proceden directamente de las Lectures on English History publicadas en 1842 en Punch. Por último, otras obras de Thackeray aparecen mencionadas en el libro, tal como Mrs Perkins’s Ball (p. 346, 414), título de un Christmas Book escrito en 1844 y publicado en diciembre de 1847. Todas estas alusiones semiocultas requieren un lector informado y fiel, capaz de comprender los sobrentendidos.
El subtítulo del libro es un guiño cómplice, puesto que Thackeray, bajo el disfraz de Mr. Snob, se sitúa a sí mismo («By One of Themselves») en la gran cofradía de los esnobs que denuncia. Cuando interpela al esnob, p. 376, tratándolo de «Suicidal fool! Art not thou too a Snob and a brother?» («¡Necio suicida! ¿No eres tú también mi hermano esnob?»), se habla a sí mismo, víctima como los demás de lo que llama «Narcissus-like conceit and fatuity» («vanidad y estupidez narcisista» [p. 92]). No obstante, como precisa Isabelle Jan, si se describe a sí mismo como tal, lo hace de forma humorística; ¿acaso no se disfraza de esnob para su cita con las tres pequeñas esnobs que le han escrito una «notita» (capítulo XXXII)? «Me reconoceréis, a mí y a mi traje, escribe; un hombre joven de maneras discretas, gran abrigo blanco, fular de satén carmesí, pantalón azul celeste, botines de charol, alfiler de corbata adornado con una esmeralda [...] crespón negro alrededor de mi sombrero y mi habitual bastón blanco de bambú con rico pomo de oro. Lamento no tener tiempo de dejarme crecer el bigote de aquí a la próxima semana». Fuerza el aspecto exterior, se reviste con la parafernalia conveniente, se pone el uniforme: es su forma un poco perversa de «perseguir siempre a su fraternal adversario, a su doble antagonista».

### El final del disfraz
La diferencia con las obras anteriores es que El libro de los esnobs es el primer gran ensayo de Thackeray y también el único que trata de ser homogéneo. Además, mientras que el novelista se ha cobijado casi siempre bajo un disfraz, por ejemplo, en sus dos obras precedentes publicadas en forma de fascículos por el Fraser's Magazine, Catherine, en 1839, y La suerte de Barry Lyndon, en 1844 (pues tras la publicación en volúmenes de 1856 el pseudónimo fue abandonado), reduce al absurdo a los personajes de los novelistas que detesta, aparentando exaltar a gente que aborrece. Sin embargo, en estas dos obras, y especialmente en La suerte de Barry Lyndon, brillante tour de force para quien el Jonathan Wild de Fielding sirvió de modelo y de antimodelo, el personaje del pícaro no representa el punto de vista del autor. De hecho, este utiliza continuamente a este aventurero irlandés de ambición desmedida, oportunista y jugador, para servir a su ironía, directamente como agente e indirectamente como objeto de su sátira.
Sin embargo, en El libro de los esnobs Thackeray se dedica a sermonear, lo que abre una brecha en su modo de proceder.

## La sociedad
«En el principio Dios hizo el mundo, y con él los esnobs; están ahí desde la eternidad, sin ser más conocidos que América antes de su descubrimiento. Solamente hoy en día, postquam ingens patuit Tellus, la gente ha llegado a tener una vaga sensación de la existencia de esa raza, pero hace apenas veinticinco años que se puso en circulación un nombre, un monosílabo muy expresivo, para designarla; ese nombre viajó después por Inglaterra en todas direcciones […] A la hora señalada, apareció el Punch para recoger su historia, y he aquí el hombre predestinado a escribir esa historia en el Punch».

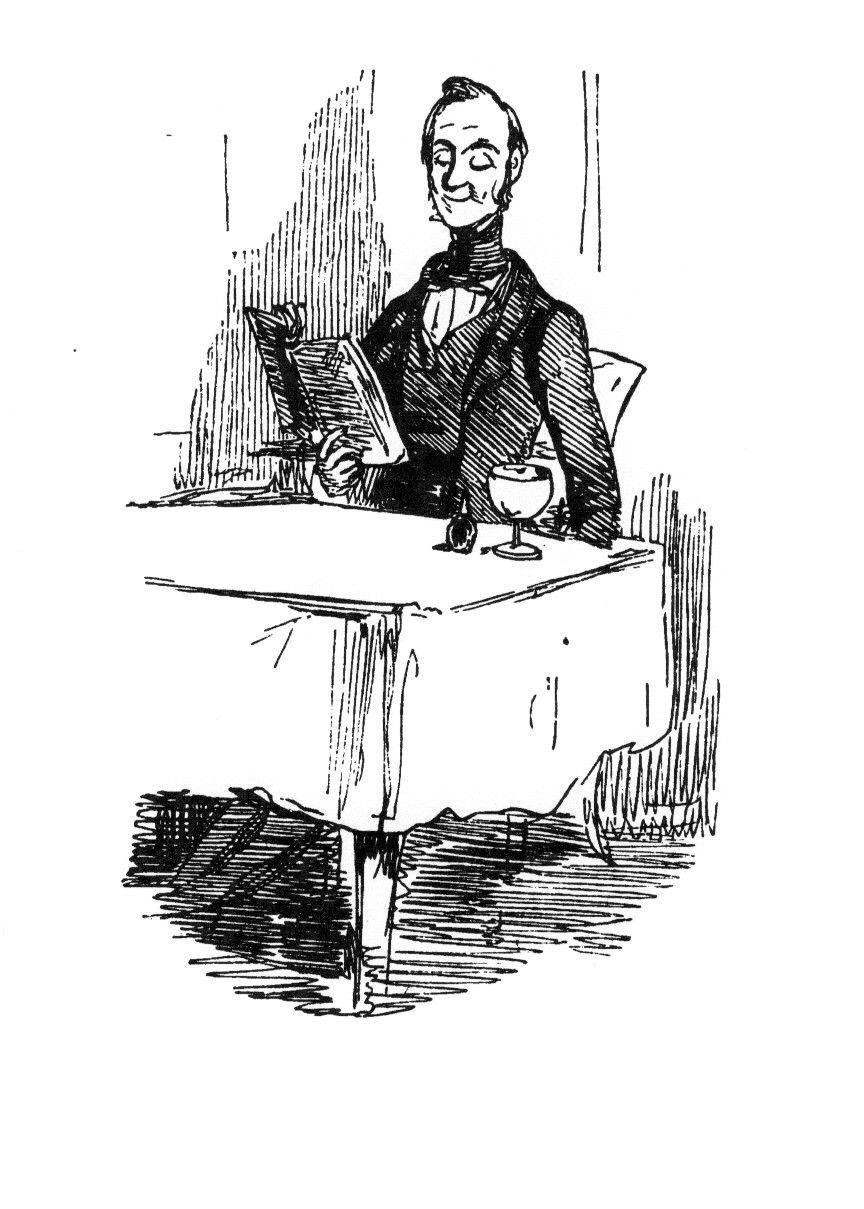
Dibujo a pluma, vista frontal ligeramente de lado, aire satisfecho, aspecto cuidado, postura recta, con un libro en la mano, mesa cubierta con un amplio mantel, un vaso en la mano y una botellita. Un esnob «respetable», Sydney Scraper, «el más plácido, el más educado y el más dulce de los esnobs» (Cap. VI).

Thackeray parece haber tenido dudas sobre el significado de la palabra «snob». Al principio la aplica a un patán, a un canalla, al hombre que pisotea las normas de urbanidad. Pronto, sin embargo, desde el «Capítulo uno» que sigue a las «Observaciones preliminares», establece una distinción fundamental: como superlativo existen, dice, Snobs relativos y Snobs absolutos (la mayúscula es suya), «los que son Snobs en todas partes, en todos los ambientes, de la mañana a la noche, desde la juventud hasta la tumba, los que han recibido el esnobismo como un don de la naturaleza —y otros que solo son Snobs en determinadas circunstancias y bajo ciertas incidencias de la vida». Sin embargo, este esnob, tal como lo presenta a continuación, no es en realidad más que un tonto imbuido de prejuicios mezquinos y de sentimientos vulgares, que encarna tanto el desprecio de los superiores por los inferiores como la admiración embobada de los inferiores hacia los superiores; vanidad arrogante, bajeza y servilismo, la vanidad en lo alto y bajeza y servilismo, sucedáneo de la vanidad, en el último grado. «El estado de nuestra sociedad, dice, implica que el último siervo sea tan Snob en su bajeza como Snob es el noble señor en su jactancia». Y más adelante: «Leed un poco la gaceta de las modas de la corte, las novelas aristocráticas [...] y veréis que el Snob pobre solo se ocupa de imitar al Snob rico, que el noble cortesano se rebaja ante el Snob vanidoso, que el Snob de los niveles altos se envanece ante su colega de los escalones inferiores».

### El hombre culpable
Para Thackeray, el esnobismo es inevitable. «Al mostrar la imposibilidad de escapar de él, escribe Isabelle Jan, le da ya, aunque sea tímidamente, su dimensión metafísica». Por ello, considera a la sociedad que describe y representa solo en términos de esnobismo, declarando que lo anima la misión de desenmascarar a los esnobs, que posee el arte y la manera de descubrirlos (p. 54). Para comenzar su libro, usa la metáfora de la mina en la que desea perforar un rico filón, el «snob-ore», y  afirma estar ya convencido de que nadie escapa al esnobismo que afecta a todo el cuerpo social.
De hecho, el origen del mal se sitúa en el seno de las unidades orgánicas de la sociedad, sus componentes más básicos: la familia y el individuo. La familia es la primera víctima del esnobismo, del dinero, de los títulos; la codicia lanza a los padres contra los hijos, reina la desconfianza, se representan dramas que están enmascarados por las apariencias para respetar las normas. Existe una verdadera tiranía doméstica que engendra el disimulo. Las personas viven unas junto a otras, ocultándose sus secretos, y la lucha se encuentra por todas partes. El matrimonio rompe los corazones, destruye las esperanzas, degrada al hombre y a la mujer, pero sobre todo a esta última, al estado de mercancía; corrupta cesión de vírgenes cruelmente desposadas por viejos seniles, padres indignos que sacrifican a sus hijas traficando en el mercado del amor. A veces, este comercio de sexo y dinero es involuntario, y la víctima solo puede reconocer su error al final, cuando ya no tiene medio de repararlo. Así, la familia es el templo de un esnobismo de la peor especie, donde se adora a un falso dios, el de las convenciones, esa sacrosanta «propriety», un decoro tiránico tras el cual se camuflan la indiferencia, el vicio y la hipocresía.
En el fondo, más allá de la familia, el primer culpable es el individuo a partir del que nace todo, lo cual, de alguna manera, exonera a la sociedad, realidad eterna y máquina inconsciente. Incapaz de seguir la guía de su conciencia, débil y sin voluntad, cultiva el esnobismo por conveniencia, ya que la presión es tan fuerte que superarlo y derrotarlo aboca al heroísmo. Ahora bien, para Thackeray el hombre no es un héroe (Vanity Fair lleva como subtítulo «A Novel Without a Hero» [«Una novela sin héroe»]). De hecho, es un ser caído, sin rumbo, que mantiene en su interior y a su alrededor un infierno moral. Como escribe Las Vergnas, «parece que el aliento del demonio pasa sobre esta obra». Es un sombrío aquelarre de fingimiento en el que el hombre se derrumba, excomulgado.
Sin embargo, Thackeray vislumbra la salvación, convirtiendo su libro en algo más que un grito desesperado; es un canto a la redención del intelecto, el único que, según él, es capaz de garantizar la salvación de la sociedad. Su denuncia del esnobismo va acompañada, pues, de la exposición de un remedio.

### La sociedad de las islas británicas

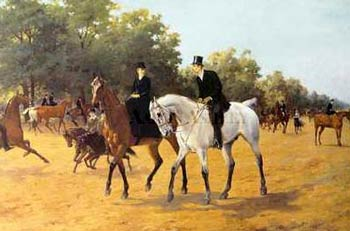
La alta sociedad de Rotten Row en Hyde Park.

Las islas británicas son el ámbito natural de Thackeray, incluida Irlanda. A propósito de esta isla, Thackeray  muestra una vez más su amor por el pasado; evoca, por ejemplo, los Four Masters, esos «Anales de los Cuatro Maestros» a quienes se debe la mayor clarividencia de la historia del país, y especialmente a Michael O'Clary, mencionado en el libro y que, según Rivoallan, es el alma de su obra. Irlanda también está presente en nombres de personas o lugares, reales o ficticios, como O'Rourke, O'Toole y Paddyland.
Aparte de algunos apellidos, como Mac Whirter, o el apelativo Haggisland (en referencia al haggis, el picadillo escocés), o algunos vocablos gaélicos, Escocia permanece en la sombra y el País de Gales es objeto únicamente de «referencias dispersas». Así pues, es Inglaterra la que absorbe la mayor parte del interés, la de las ciudades universitarias, la del condado convertido en Mangelwurzel (una remolacha forrajera), especialmente la capital, donde Thackeray se deleita. Encontramos, así, el Londres de los barrios aristocráticos, Mayfair, Belgravia, Kensington, Hyde Park con el Serpentine y Rotten Row; el de las escuelas de prestigio, The Temple, Merchant Taylors, etc.; de las finanzas con las evocaciones del Banco de Inglaterra y de la City; también el del entretenimiento, la famosa sala de fiestas Amanack’s de King’s Street, el Corner de Tattershall's (casa de apuestas hípicas), el teatro Sadler’s Wells, popular casino de la época.
Independientemente de las clasificaciones que lleva a cabo, Thackeray hace vivir o revivir personajes conocidos de sus lectores. Están, por ejemplo, Mrs. Ellis, educadora de renombre, autora del famoso The Women of England; St-John Long, un empirista de moda desde que inventó una cura para la tuberculosis, y cuyo juicio en el Old Bailey en 1830 tras la muerte de uno de sus pacientes evoca Thackeray; William Buchan (1729-1805), autor de un exitoso tratado de medicina práctica; el profesor Thomas Holloway (1800-1883), otro fabricante de «píldoras y ungüentos, medicamentos de reconocida eficacia y siempre idénticos», «genio del reclamo» que gasta en su publicidad 100 000 libras al año y más; el Dr. Edward Craven Hawtrey, Director (Master Head) y más tarde «Provost» (Presidente del Consejo de administración) del Eton College, de tan notable cháchara que le valió el título de «Mezzofanti inglés»; Bartholomew Parr, autor del London Medical Dictionary; Cockle, inventor de las famosas pildoritas para el hígado (de ahí, en el capítulo XXXIV, el satírico Cockle Byles [«byle», «bilis» en español, «gall» en inglés]); la Begum Sumroo (1750-1836), soberana de Sirdhana, bien conocida por sus excentricidades y su crueldad.
Cita también a aeronautas (Charles Green [1735-1771], inventor del globo aerostático de gas), a astrónomos (William Parsons Lord Rosse [1800-1867], que se hizo construir un gigantesco telescopio), sastres (Schutz, convertido aquí en el coronel Fitz-Schutz de extravagantes exigencias de vestimenta), inventores (Jeremiah Chubb, a quien debemos la llave maestra), perfumistas, pasteleros, cocineros, en particular Alexis Soyer (1809 - 1856) que desarrolló la receta de las «boiled beans and bacon» (judías cocidas con beicon) que Thackeray adoraba, toda clase de gente de moda, el «todo Londres», en cierto modo.
Hay que añadir los acróbatas de moda, el prestigioso Mr. Widdicomb «cuyo famoso látigo y su culotte carmesí alimentaban la imaginación de las masas» (p. 681), y las bailarinas Montessu y Noblet, divas de temporada, el célebre bajo Lablache (1794-1858), que Thackeray vuelve a evocar en el capítulo XIII de The Newcome, Giulia Grisi (1811-1869), cantante venerada, ambos procedentes sobre todo de La Scala; el francés de pasmosos chalecos originarios de Sisteron Louis-Antoine Jullien (1812-1860) y su orquesta; deportistas (George William Bentinck [1802-1848]), sabios en boga (Sir Roderick Murchison [1792-1871], geólogo de los Urales); políticos (Lord Brougham [1778-1868], miembro del Privy Council), o gloriosos muertos del siglo XVIII resucitados para la ocasión (el almirante Lord Anson [1697-1762], llamado el «padre de la armada»), el general Sir Stapleton Cotton [1773-1865], caricaturizado como Sir George Granby Tufto («tuft» en inglés evoca un «penacho»), el conde Plattof, atamán de los cosacos del Don, que contribuyó en gran medida a la derrota de Napoleón en Rusia.
El nostálgico Thackeray se siente a gusto en este ejercicio; él, que afirma viajar en el tiempo «de espaldas a los caballos».

### El método

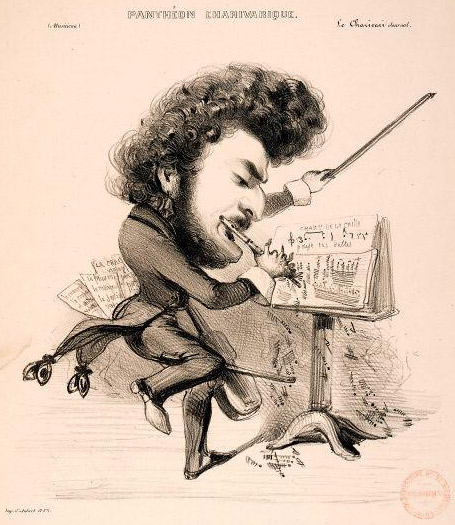
Caricatura de Antoine Jullien, «the eminent musico», por Benjamin Roubaud.

Última frase del capítulo I de El libro de los esnobs, de W. M. Thackeray: «La moraleja de la historia, tengo que decirlo, es que en la sociedad hay muchas cosas desagradables que hay que tragarse, y con una sonrisa».
La sociedad que describe es aquella en la cual vive cuando redacta su libro, la de los años 1840, regida por los valores victorianos desde hace ya mucho tiempo, a pesar de que la reina haya accedido al trono en 1837, una sociedad congelada en el tiempo, destinada a no evolucionar. Como hombre racional y meticuloso, primero se provee de un método, científico según él, y construye el catálogo de sus motivaciones: «Necesidad de un estudio sobre los esnobs: yo soy el que tiene como misión redactar este libro. Vocación anunciada en términos altamente elocuentes. Demostrar que el mundo se ha ido preparando poco a poco para la OBRA y para el HOMBRE. Los esnobs deben ser estudiados como cualquier otro tema relevante de la historia natural; también forman parte de lo Bello, con B mayúscula; han invadido todas las clases sociales». Este enfoque de carácter científico, al igual que las metáforas médicas que salpican el libro, recuerdan las Fisiologías o Anatomías en boga en tiempos de Luis Felipe en Francia, incluidos los múltiples tratados de frenología cuya moda arrasa en Inglaterra durante el siglo XIX (Charlotte Brontë, por cierto, visitará a un famoso frenólogo durante su segundo viaje a Londres tras la publicación de Jane Eyre).
Decide proceder según el orden jerárquico de la sociedad, empezando por lo alto  de la pirámide; desarrollar poco a poco un catálogo lo más completo posible, incluyendo las clases sociales, los grupos constituidos y, finalmente, el pueblo; por lo tanto, enumerará y clasificará sin descanso. Como escribe Isabelle Jan, «en todos los lugares, bajo las más variadas apariencias, rastrea y descubre a su presa». Se compone de cuarenta y cinco secciones (cinco publicadas en Punch como Snob Papers, no se conservaron en la edición en volumen); si descontamos las dos primeras que sirven como introducción y la última que concluye el libro, las cuarenta y dos restante están dedicadas a las diferentes categorías de esnobs: la realeza y la corte, la nobleza, la aristocracia, los esnobs dignos de respeto (Respectables Snobs), los de la ciudad, los militares, el clero, los universitarios, los hombres de letras, los irlandeses, los juerguistas, los comensales, los continentales, los expatriados ingleses en el continente, la gente del campo (the gentry), el matrimonio, los clubes. Las dos últimas secciones son las más importantes y el grupo de los esnobs miembros de los clubes es el más amplio, compuesto de ocho secciones. Los clubes representan, de hecho, una de las partes más brillantes de El libro de los esnobs; son Calf's Head, el United Service, el Travellers, y también el Garrick, convertido en Conflagrative, sin contar los clubes imaginarios; en resumen, todos aquellos lugares (en 1848, Londres contaba con veintitrés clubes) que lo acogieron con ocasión de la hospitalización forzosa de su mujer en 1841, y que ahora satiriza con un «acento doloroso, por no decir patético».

## Los poderosos

### El monarca

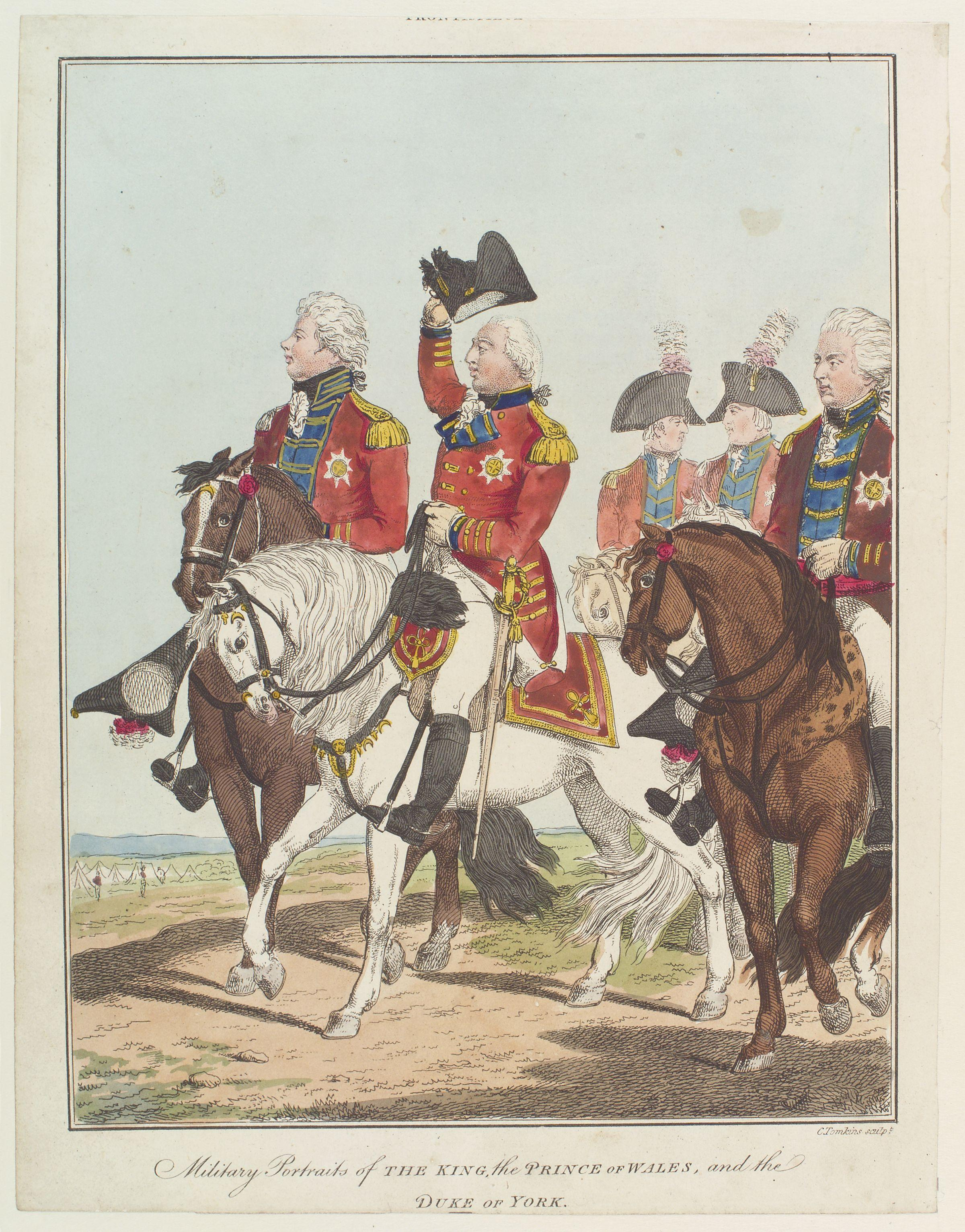
Jorge III y Jorge IV reunidos (fecha desconocida). En el centro, el duque de York y de Albany

Thackeray comienza, pues, por el monarca, al que trata con insolencia. En primer lugar, puesto que es de buen tono considerarlo como un caso original y aislado, único en su género, de alguna manera le asigna referencias y lo reduce a un modelo. Lo que se dice de uno se aplica también al otro, estén donde estén. Negando su superioridad hereditaria por derecho divino, obsoleta en su opinión, denuncia su pompa, atacando especialmente a los «cuatro Jorges», el cuarto de los cuales (1762-1830) era su rey desde 1811, y de quien traza un retrato feroz (continuará con su enfado hasta 1860 en su obra The Four Georges). A título de ejemplo, el final del capítulo II es particularmente mordaz: el paródico Georgius IV, rey de Brentford, es descrito como una sastre cortando una chaqueta, creador, «en la plenitud de su genio inventivo», de una hebilla de zapato y de un ponche de marrasquino, arquitecto de un pabellón «chino», «el edificio más horrible del mundo» (en referencia al Pavilion de Brighton), simpático rascador de violín (a Jorge IV le gustaba la música) y con la fascinación de una «gruesa y gran boa constrictor» (pesaba 150 kg). En el último párrafo, después de llamar a los alguaciles: «¡A la puerta! ¡A la puerta! […] ¡Alguaciles, sacadme de este relleno atiborrado de botones!», el narrador invita al lector a ir a contemplar la efigie de Georgius en el museo de cera para «reflexionar sobre la mutabilidad de las cosas humanas»: «Entrada, un chelín. Los niños y acompañantes, seis peniques. Anímense, solo seis peniques». Por último, cuando Thackeray declara que este rey podría haber sido sustituido fácilmente por Mr. Widdicomb, comediante de su estado, quiere decir que un saltimbanqui lo habría hecho todo igual de bien, y la elección del nombre Widdi (Widdy: the hangman's noose, la soga del verdugo para el ahorcamiento) lo convierte en carne de patíbulo.
Así, este soberano lleno de arrogancia, el más alto en la jerarquía social, «encontrará también, a pesar de los principios, oportunidades para humillarse» como cualquier otro esnob. De este modo, Thackeray se aparta de la tradición literaria. Para Shakespeare, los reyes están por encima del común, mientras que aquí aparecen como hombres semejantes a los demás. La caída y la posterior ejecución de Carlos I fue el resultado de una cruzada religiosa, mientras que Thackeray adopta una actitud de naturaleza política. Además, la emprende con otros soberanos: Luis Felipe, ya vilipendiado en «Paris Correspondence», acusándolo de haber confundido el principio de libertad y el principio de derecho divino; detesta a Luis XIV, «esa especie de mosquita muerta, ese gran admirador del que nace coronado, […] esnob indiscutible y decididamente Real», cuyos atuendo, ceremonial y política ya ha satirizado en el último capítulo «Meditations at Versailles» de su Paris Sketch Book, bajo la firma de Michael Angelo Titmarsh (1840); en definitiva, pone en duda la legitimidad de todos los reyes, y cuando escribe «Es el zapatero quien hace al rey» se burla sin duda de las alzas de los tacones del Rey Sol, pero sobre todo vuelve a la etimología original de la palabra «snob» (véase La aportación de Thackeray). En suma, niega al monarca, sea el que sea, la cualidad de majestad y se indigna de que un genio de las letras como Walter Scott, por ejemplo, sea obligado a postrarse ante Jorge IV.

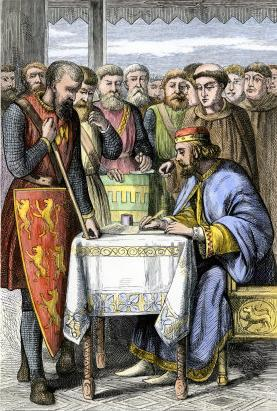
Firma de la Carta Magna, arrancada por la baronía inglesa al rey Juan sin Tierra el 15 de junio de 1215.

Sin embargo, aunque siente aversión al derecho divino, Thackeray admite indirectamente un lugar virtual para la monarquía de derecho constitucional. Bastaría con dar la vuelta a las cosas, que la falta de coraje, de decencia, de honestidad del soberano se inviertan y se conviertan en sus cualidades, y el esnobismo daría paso a la reverencia. Thackeray se indigna, en efecto, de que «[…] con la misma humildad de que dieron prueba de lacayos ante las armas del rey, en presencia de la servidumbre real, la aristocracia de la nación brentfordiana se rebajó y se arrastró a los pies de Georgius, proclamándolo primer “Hombre Honrado” de Europa». Pero inmediatamente crea el contramodelo de este hombre honrado que él anhela. Los adjetivos se añaden unos a otros: «benevolente, íntegro, generoso, valiente, lúcido, leal, fiel, digno»; luego, se plantea la cuestión última, que revela la mentalidad de la época: «En una palabra, la biografía del primer “Hombre Honrado” ¿no debería ser de tal naturaleza que se la pudiese leer a las niñas en las escuelas para su mayor bien?».

### La aristocracia
Tras el monarca, Thackeray prosigue su exploración de la selva social y, como afirma Isabelle Jan, «es la espiral del infierno». A los grandes gentileshombres, como el duque escocés William Douglas, 11.º duque de Hamilton (1811-1863), se les niega su papel de líderes, puesto que no se guían, según él, sino por su interés, promoviendo viles intrigas muy alejadas del interés público y de los derechos otorgados por la Carta Magna (Magna Carta Libertatum) de 1215; han pervertido la libertad conquistada entonces y la han convertido en un privilegio exclusivo que se niegan a compartir con sus semejantes a los que juzgan inferiores.

### Obras de Thackeray relacionadas conEl libro de los esnobs(1848)
- (en inglés) The Paris Sketch Book, crónica del París de los años 1830, 1840.

- (en inglés) A Shabby-Genteel Story, la historia de una familia burguesa sin un céntimo, 1841.

- (en inglés) The Irish Sketch Book, crónica de la Irlanda de comienzos de los años 1840, 1843.

- (en inglés) The Luck of Barry Lyndon, 1844 (retomado en 1856 bajo el título de The Memoirs of Barry Lyndon), origen del film de Stanley Kubrick de 1975, con Ryan O'Neal, Marisa Berenson, Patrick Magee y Hardy Kruger.

- (en inglés) Notes of a Journey from Cornhill to Grand Cairo, diario de un viaje al Próximo Oriente, 1846.

### Obras generales
- (en inglés) Michael Stapleton, The Cambridge Guide to English Literature, Cambridge, Cambridge University Press, 1983.

- (en inglés) Margaret Drabble, The Oxford Companion to English Literature (New Edition), Londres, Guild Publishing, 1985, 1155 p.

- (en inglés) Andrew Sanders, The Short Oxford History of English Literature, Oxford, Oxford University Press, 1996, 718 p.

### Obras y artículos especializados
- (en inglés) David Masson, British Novelists and Their Styles, Being a Critical Sketch of the History of British Prose Fiction, Boston, Gould and Lincoln, 1859.

- (en inglés) William Wilson Hunter, Sir, (1840-1900), The Thackerays in India and some Calcutta graves, Londres, Henry Frowde, 1897.

- (en inglés) Anne Isabella Thackeray (Lady) Ritchie, Chapters from Some Memoirs, Londres y Nueva York, MacMillan & co., 1894.

- (en inglés) Introductions to the Biographical Edition of the Works of William Makepeace Thackeray, Nueva York, Harpers, 1899.

- (en inglés) Georges Saintsbury, A Consideration of Thackeray, Oxford, Oxford University Press, 1931.

- (en francés) Raymond Las Vergnas, W. M. Thackeray (1811-1863), l'homme, le penseur, le romancier (French Edition) (1932), París, AMS Press, 1978.

- (en inglés) Gordon N. Ray, Thackeray: The Uses of Adversity, 1811-1846, Nueva York, McGraw-Hill, 1955.

- (en inglés) Gordon N. Ray, Thackeray: The Age of Wisdom, 1847-1863, Nueva York, McGraw-Hill, 1957.

- (en inglés) Barbara Nathan Hardy, The Exposure of Luxury, Radical Themes in Thackeray, 1972.

- (en inglés) John Carey, Prodigal Genius, Faber & Faber, 1977.

- (en inglés) Robert L. Colby, Thackeray's Canvass of Humanity, London, Macmillan, 1979.

- (en inglés) Robin Gilmour, The Idea of the Gentleman in the Victorian Novel, Londres, Boston, Allen & Unwin, 1981.

- (en inglés) Michael Curtin, Propriety and Position: a Study of Victorian Manners, Nueva York, Garland Punlishing, 1987.

- (en inglés) Rowland McMaster, Thackeray's Cultural Frame of Reference, Montreal, McGill-Queen's University Press, 1991.

- (en inglés) Micael M. Clarke, Thackeray and Women, Dekalb, Northern Illinois University Press, 1997.

- (en inglés) John Tosh, A Man’s Place: Masculinity and the Middle-Class Home in Victorian England, Londres, 1999.

- (en francés) Philippe Julian, Dictionnaire du snobisme, París, Bartillat, 2006.

- (en francés) Frédéric Rouvillois, Histoire du snobisme, París, Flammarion, 2008.